# حزب لیبرترین نیویورک
حزب لیبرترین نیویورک (به انگلیسی: Libertarian Party of New York) LPNY) (که همچنین به نام حزب لیبرتین آزاد نیویورک) یک حزب واجد شرایط دسترسی به رای در ایالات متحده آمریکا است که در ایالت نیویورک فعال است. این حزب وابسته به حزب ملی لیبرترین است.
حزب لیبرترین نیویورک به این اصل اختصاص داده شده‌است که افراد آزاده حق دارند هرطور که می‌خواهند زندگی کنند، مگر اینکه اقدام به زور، تهدید به زور یا کلاهبرداری علیه اشخاص دیگر یا اموالشان کنند.

## تاریخچه
حزب لیبرتریمدر سال ۱۹۷۱ بر اساس اصل لیبرترینیسم و آزادیخواهی تأسیس شد: این که مردم آزاد باشند در انجام هر کاری که مایل باشند، جز در ایجاد نیرو، تهدید به زور یا کلاهبرداری علیه دیگران یا دارایی آنها. این اصل، مانند جبران اشتباهات از طریق دادگاه‌ها، و مانند قانون معمول دفاع از خود، مانع قصاص نیست. اعضای حزب ملی آزادیخواه، از جمله اعضای نیویورک، ۲۵ دلار در سال پرداخت کرده‌اند و به عنوان یک شرط عضویت نشان می‌دهد: من گواهی می‌دهم که من به شروع نیرو به عنوان وسیلهای برای دستیابی به اهداف سیاسی یا اجتماعی اعتقاد ندارم یا از آن دفاع نمی‌کنم.
حزب لیبرتارین نیویورک به عنوان یک حزب سیاسی ثبت نشده در سال ۱۹۷۱ توسط پاول و مایکل گیلسون تأسیس شد که در سال بعد با انتخاب یک هیئت منطقه بندی در ایالت نیویورک اولین افراد خود را در مقام‌های دولتی بدست آورد. این حزب به ایجاد یک حزب ملی کمک کرد و در سال ۱۹۸۲ توسط گروهی که اکنون در اطراف اد کلارک، بعداً کاندیدای ریاست جمهوری حزب لیبرتاریان قرار داشت، دوباره سازماندهی شد. هنگامی که هیئت انتخابات نیویورک تصمیم گرفت نام حزب آزادیخواه رای‌دهندگان را با حزب لیبرال نیویورک اشتباه بگیرد، نام آن به «حزب آزادیخواه آزاد» تغییر یافت. با این وجود، سرانجام هیئت انتخابات اجازه استفاده از نام «حزب آزادیخواه» را داد. مجسمه آزادی نماد رای‌گیری آنها است و اکنون آنها به عنوان حزب آزادی در برگه‌های رای حاضر می‌شوند.